# Sixten Mohlin
Sixten Joaquim Mohlin (Rotterdam, 17 gennaio 1996) è un ex calciatore svedese naturalizzato capoverdiano, di ruolo portiere.

## Biografia
È nato nei Paesi Bassi da padre svedese e madre capoverdiana, trasferendosi in Svezia all'età di un anno.

## Carriera

### Club
Ha iniziato a giocare a calcio nel Kristianstads FF all'età di 5 anni, poi a 9 anni è passato all'Åhus HBK poiché la famiglia si era appena trasferita lì. Ad Åhus si dilettava anche con la pallamano. In porta, tuttavia, Mohlin ha iniziato a giocare solo all'età di 10-11 anni, visto che prima ricopriva ruoli come interno di centrocampo o attaccante.
Quando Sixten era dodicenne, suo padre Ulf ha contattato il Malmö FF per richiedere un provino, andato poi a buon fine. È entrato dunque a far parte delle giovanili del club, pur continuando a risiedere a Åhus facendo quotidianamente la spola con il capoluogo. Nell'aprile del 2013, l'infortunio al titolare Johan Dahlin gli ha permesso di andare per le prime volte in panchina con la prima squadra alle spalle dell'altro portiere Robin Olsen, senza però mai scendere ufficialmente in campo. Il 14 marzo 2014 ha sottoscritto un rinnovo quinquennale, ed è stato confermato come terzo portiere del Malmö FF anche durante la stagione 2014, anche in questo caso senza collezionare presenze ufficiali.
In vista della stagione 2015, il Malmö FF lo ha girato al Västerås SK nel campionato di Division 1, in quello che sarà il primo di una serie di prestiti. Dopo aver interrotto il prestito a stagione in corso poiché il suo impiego non era ritenuto soddisfacente dal Malmö FF, la dirigenza del club azzurro ha deciso di prestare Mohlin sempre ad una squadra di Division 1 ma questa volta al Kristianstads FF. È rimasto in prestito in terza serie a Kristianstad anche nei due anni successivi, difendendo la porta della nuova società Kristianstad FC che era appena nata dalla fusione di Kristianstads FF e Kristianstad BoIS. In entrambe le stagioni ha giocato 25 partite sulle 26 previste da calendario.
Per la stagione 2018, il Malmö FF ha girato Mohlin in prestito al Dalkurd, formazione che si apprestava a disputare il primo campionato di Allsvenskan della propria storia. Qui ha iniziato in panchina come riserva di Abdulaziz Demircan, ma nel corso dell'anno si è poi imposto come primo portiere, venendo schierato in 19 partite sulle 30 totali. L'annata della squadra si è conclusa tuttavia con il penultimo posto in classifica e la conseguente retrocessione in Superettan.
Alla scadenza contrattuale con il Malmö FF, Mohlin si è legato all'Östersund – altro club militante nel massimo campionato nazionale – con un contratto triennale valido dal gennaio 2019. Durante la prima stagione è stato riserva di Aly Keita, disputando 7 partite nei periodi in cui lo stesso Keita è stato infortunato o convocato in nazionale. Nel corso della seconda stagione non ha mai giocato. Nella terza e ultima stagione presso il club, ha raccolto 7 presenze, in un campionato chiuso dai rossoneri all'ultimo posto, con conseguente retrocessione.
Scaduto il contratto con l'Östersund, Mohlin è comunque sceso nel campionato di Superettan firmando un accordo triennale con l'Örgryte, squadra con sede a Göteborg. Questa parentesi tuttavia è stata caratterizzata dal dolore al tendine del ginocchio che Mohlin ha avvertito a partire da quando si è infortunato durante una partita della nazionale capoverdiana nel giugno 2022. Il problema fisico lo ha portato ad operarsi due volte e a restare senza giocare partite di campionato per più di due anni fino a quando, il 30 luglio 2024, l'Örgryte ha annunciato la risoluzione contrattuale con il giocatore.

### Nazionale
Mohlin è stato il portiere della Svezia Under-17 tra il 2011 e il 2013. Proprio nel 2013 ha partecipato con l'Under-17 sia agli Europei, terminati al quarto posto, che ai Mondiali, conclusi con la medaglia di bronzo. Dal 2014 al 2015 ha raccolto 10 presenze con la Svezia Under-19.
Il 27 maggio 2021 il CT Pedro Brito "Bubista" ha convocato Mohlin per la prima volta nella Nazionale di Capo Verde. Il successivo 8 giugno Mohlin ha debuttato con la nuova nazionale in occasione della sconfitta per 2-0 nell'amichevole di Dakar contro il Senegal.

## Palmarès

### Club

#### Competizioni nazionali
- Campionato svedese: 2

Malmö FF: 2013, 2014
- Supercoppa di Svezia: 1

Malmö FF: 2013